# Siebbrunnenbach
Der Siebbrunnenbach, auch Siebenbrunnenbach, ist ein rund 2,8 Kilometer langer, linker Nebenfluss der Kainach in der Steiermark.

## Verlauf
Der Siebbrunnenbach entsteht im nördlichen Teil der Gemeinde Kainach bei Voitsberg, nördlich der Ortschaft Gallmannsegg, südwestlich des Ochsenkogels und nordöstlich des Brendlstalles. Er fließt zuerst in einem flachen Links-, dann in einen flachen Rechts- und anschließend wieder in einem flachen Linksbogen insgesamt nach Süden und durchfließt dabei den sogenannten Siebenbrunnenwald. Nördlich von Gallmannsegg mündet er südöstlich des Hofes Pfleger in die Kainach, die kurz danach nach rechts abknickt. Auf seinen Lauf nimmt der Siebbrunnenbach keine anderen Wasserläufe auf.